# Alenia Aermacchi M-346
Die Alenia Aermacchi M-346 Master ist ein zweisitziges zweistrahliges Schul- und Mehrzweckkampfflugzeug, das vom italienischen Luft- und Raumfahrt- sowie Rüstungskonzern Leonardo gebaut wird.

## Geschichte
In den Jahren 1993 bis 2000 führte Alenia Aermacchi zusammen mit dem russischen Unternehmen Jakowlew als Partner das Jak/AEM-130-Programm durch. Im Jahr 2000 wurde diese Partnerschaft beendet, da beide Unternehmen unterschiedliche Vorstellungen über die Zukunft des Programms hatten. Auf Basis der Jak/AEM-130 entstand bei Aermacchi die vereinfachte M-346, die speziell für den westlichen Markt ausgelegt ist. Russische Komponenten kommen nicht mehr zum Einbau.
Der erste Prototyp hatte sein Rollout am 7. Juni 2003 und flog erstmals am 15. Juli 2004. Ein zweiter Prototyp wurde auf der Pariser Luftfahrtschau 2005 ausgestellt.
Die M-346 nutzt modernste Technologien, einschließlich eines Fly-by-Wire-Steuerungssystems, das Anstellwinkel von bis zu 40° ermöglicht. Die beiden Turbofans vom Typ Honeywell/Avio F124 verleihen der M-346 ein Schub-Gewicht-Verhältnis von bis zu 1:1.
Das erste Vorserienmodell LRIP00 hatte Anfang 2008 seinen Rollout und flog am 7. Juli 2008 zum ersten Mal. Dieses Vorserienmodell enthält zahlreiche Verbesserungen gegenüber den Prototypen. So wurde der Anteil von Verbundwerkstoffen und Titan erhöht und die Flügelholme und Rumpfspanten optimiert, wodurch die Leermasse um 700 kg reduziert werden konnte. Weiterhin kommen ein neu entwickeltes Fahrwerk und eine um 90 cm nach vorn verlegte Bremsklappe auf dem Rumpf zum Einsatz. Am 18. Dezember 2008 erreichte der Prototyp CM X615 mit Mach 1,15 zum ersten Mal Überschallgeschwindigkeit.
Im September 2024 wurde bekanntgegeben, dass das italienische Kunstflugteam Frecce Tricolori in Zukunft die M-346 in einer von Pininfarina entworfenen Lackierung nutzen wird.

## Produktion
Als erste lag eine Bestellung über den Kauf von sechs Maschinen für die italienische Luftwaffe im Wert von 220 Mio. Euro und eine Absichtserklärung für insgesamt 15 Maschinen vor. Die Auslieferung der ersten beiden Maschinen erfolgte am 21. Dezember 2010, der Erstflug am 21. März 2011 in Venegono mit Testpilot Quirino Bucci am Steuer. Mitte 2011 erfolgte die Musterzulassung durch das italienische Verteidigungsministerium. Die erste Maschine, die in der italienischen Luftwaffe die Bezeichnung T-346A trägt, wurde am 14. November 2011 ausgeliefert. Die ersten sechs Exemplare gehen an ein Ausbildungsgeschwader (61° Stormo) bei Lecce, wo sie als Fortgeschrittenentrainer zusammen mit der kleineren Alenia Aermacchi M-345 schrittweise die älteren Jettrainer vom Typ Aermacchi MB-339 ablösen sollen. Im Februar 2018 wurde die vorerst letzte von 18 Maschinen ausgeliefert. Die Flugzeuge werden auch zur Pilotenschulung eingesetzt für Piloten aus Argentinien, Österreich, Frankreich, Griechenland, Kuwait, den Niederlanden, Polen, Singapur, Spanien und den USA.

## Export
2011 begann der Bau von 12 Maschinen für Singapur. Israel gab am 16. Februar 2012 den Kauf von 30 Maschinen des Typs M-346 Master bekannt; sie ersetzen seit Mitte 2014 die überalterten Douglas A-4-Trainingsflugzeuge der israelischen Luftwaffe und sind auf dem Militärflugplatz Chazerim stationiert. Auch von den polnischen Luftstreitkräften wurde der Typ eingeführt. Von etlichen anderen Luftwaffen wird die M-346 derzeit geprüft. Gemeinsam mit Raytheon bewarb sich die M-346 an dem T-X-Programm der United States Air Force, unterlag jedoch dem Boeing T-7 Schulflugzeug. Ende 2024 gab das österreichische Verteidigungsministerium die Entscheidung bekannt, dass zwölf Stück der Variante FA gemeinsam mit dem italienischen Militär für die Österreichischen Luftstreitkräfte angeschafft werden sollen. Die Auslieferung soll zwischen 2027 und 2029 erfolgen.

## Varianten

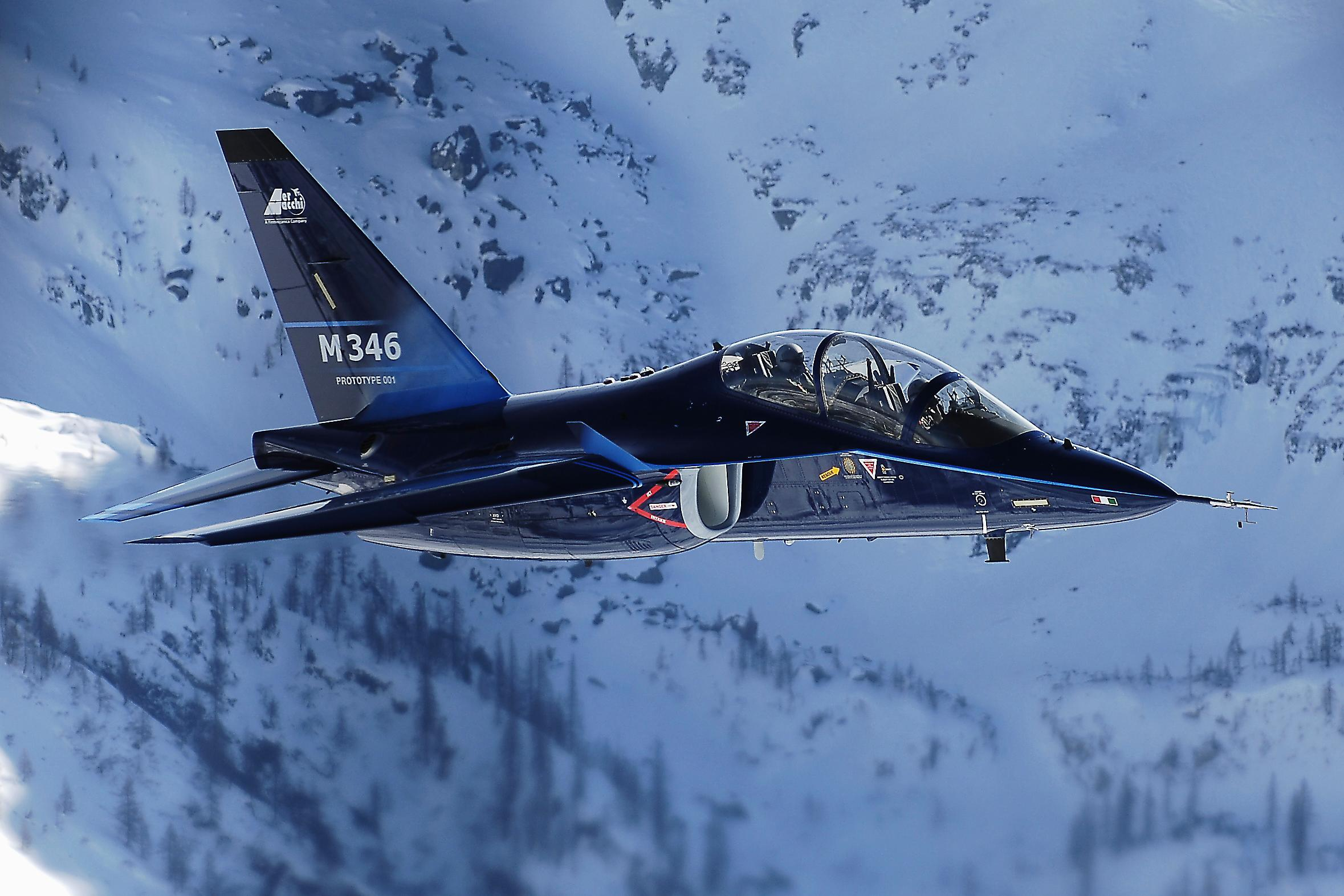
M-346-Prototyp (2009)

M-346AJT
Basis-Version zur Fortgeschritten-Ausbildung (Advanced Jet Trainer)
M-346FT
verbesserte Schul-Version zur Einsatz-Ausbildung (Fighter Trainer)
M-346FA
leichte Bodenangriffs-Variante für die Luftnahunterstützung (Fighter Attack)

## Technische Daten
| Kenngröße             | Daten                                           |
| --------------------- | ----------------------------------------------- |
| Besatzung             | 2                                               |
| Spannweite            | 9,72 m                                          |
| Länge                 | 11,49 m                                         |
| Höhe                  | 4,76 m                                          |
| Flügelfläche          | 23,52 m²                                        |
| Flügelstreckung       | 4,0                                             |
| Leermasse             | 4625 kg                                         |
| max. Startmasse       | 9500 kg                                         |
| Höchstgeschwindigkeit | 1090 km/h in 1520 m Höhe                        |
| Marschgeschwindigkeit | k. A.                                           |
| Steiggeschwindigkeit  | 107 m/s                                         |
| Dienstgipfelhöhe      | 13.700 m                                        |
| Reichweite            | 1925 km ohne Außentanks                         |
| Triebwerke            | 2 × Honeywell F124-GA-200 mit je 27,80 kN Schub |

## Bewaffnung

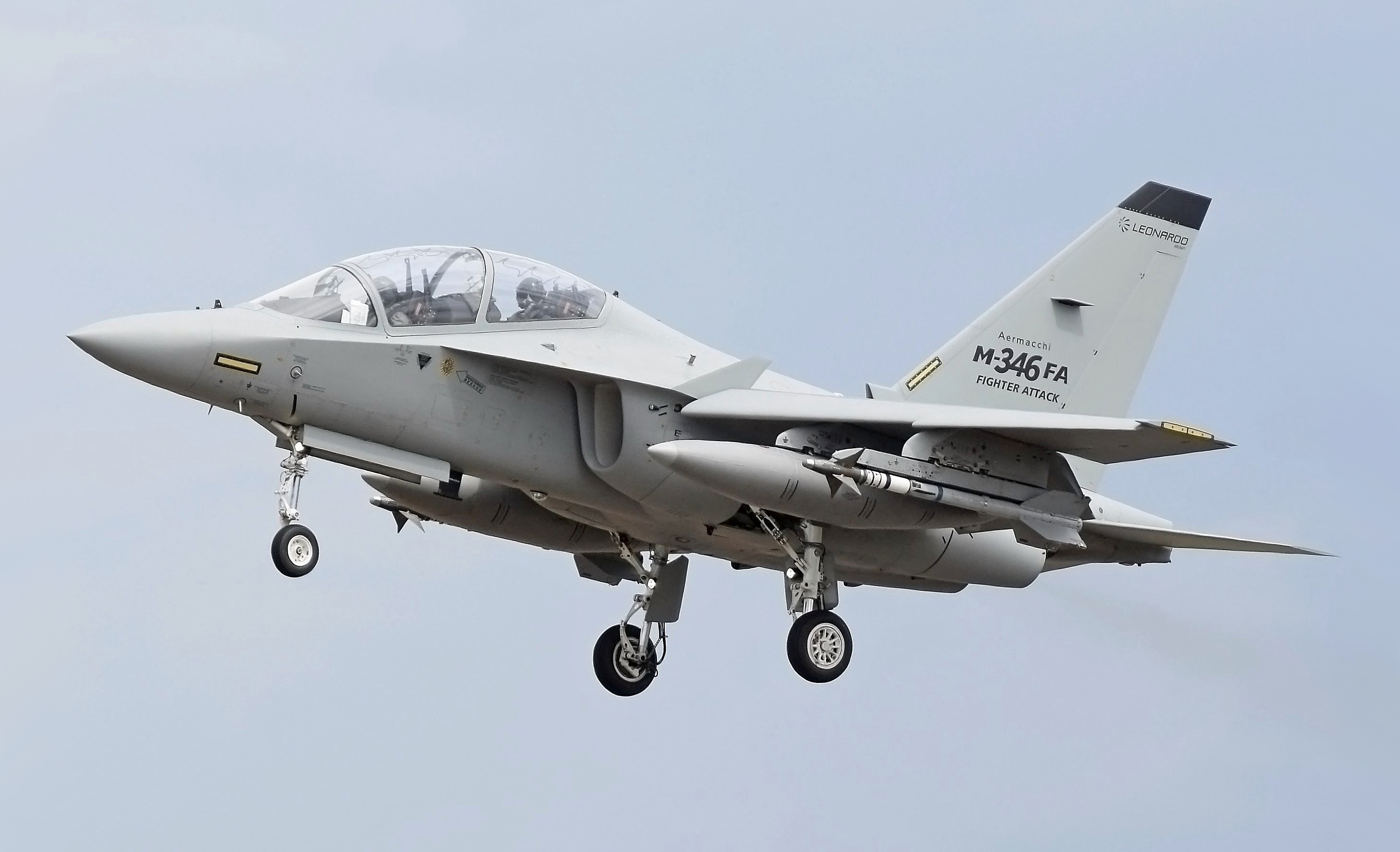
Aermacchi M-346FA mit Bewaffnung (2017)

Bewaffnung bis zu 3.000 kg an der Rumpfstation, sechs Unterflügel-Laststationen und den beiden Tragflächenspitzen
Luft-Luft-Lenkwaffen
- 2 × LAU-7-Startschienen für je 1 × Raytheon AIM-9M „Sidewinder“ wärmebildgesteuert, selbstsuchend für Kurzstrecken

Luft-Boden-Lenkflugkörper
- 4 × LAU-117A-Startschienenträger für 1 × Raytheon AGM-65G2 „Maverick“ – infrarotgelenkt

Ungelenkte Bomben
- 6 × SEI BA-102 (Mk.82 LDGP) (227-kg-/500-lb-Freifallbombe)
- 6 × SEI BA-103 (Mk.83 LDGP) (454-kg-/1000-lb-Freifallbombe)

Externe Behälter
- 3 × abwerfbare Zusatz-Treibstofftanks für 630 Liter Kerosin

## Nutzer
Griechenland
Griechische Luftstreitkräfte: 10 M-346AJT (Bestellung 2021 via Israel)
 Israel
Israelische Luftstreitkräfte: 30 M-346AJT “Lavi” (geliefert 2014 bis 2016)
 Italien
Aeronautica Militare: 42 T-346AJT (22 geliefert 2011 bis 2018, 20 weitere geplant)
 Katar
Qatar Emiri Air Force: 6 M-346AJT (Zulauf seit 2022)
 Nigeria
Nigerianische Luftwaffe: 24 M-346FA (Bestellung 2021, Auslieferung 2025/2026)
 Österreich
Österreichische Luftstreitkräfte: 12 M-346FA (Bestellung 2025, Auslieferung 2027–2029), zusätzlich die Option auf 12 weitere Maschinen
 Polen
Polnische Luftstreitkräfte: 16 M-346AJT “Bielik” (Auslieferung seit 2016)
 Singapur
Republic of Singapore Air Force: 12 M-346AJT
 Turkmenistan
Turkmenische Luftstreitkräfte: 6 M-346FA/FT

## Interessenten
Aserbaidschan
Aserbaidschanische Streitkräfte: 12 M-346FA

## Zwischenfälle
- Am 18. November 2011 stürzte der erste Prototyp in den Vereinigten Arabischen Emiraten beim Rückflug von der Dubai Air Show zur Heimatbasis ab. Die Piloten konnten sich mit dem Schleudersitz retten.[17]

- Am 16. März 2022 stürzte ein Flugzeug dieses Typs bei einem Testflug vor seiner Überstellung an die Italienische Luftwaffe in der Nähe des Comer Sees ab. Einer der beiden Piloten kam dabei ums Leben.[18]
- Am 12. Juli 2024 stürzte ein Flugzeug dieses Typs bei einem Trainingsflug zur Vorbereitung einer Flugshow anlässlich des 30. Jubiläums der polnischen Luftstreitkräfte am Flughafen von Gdynia ab. Der Pilot verlor dabei sein Leben.[19]